# Гаїки (Нижньосілезьке воєводство)
Гаїки (пол. Gaiki, нім. Hainbach) — село в Польщі, у гміні Єжманова Глоговського повіту Нижньосілезького воєводства.
Населення — 227 осіб (2011).
У 1975-1998 роках село належало до Легницького воєводства.

## Демографія
Демографічна структура станом на 31 березня 2011 року:
|          | Загалом | Допрацездатний вік | Працездатний вік | Постпрацездатний вік |
| -------- | ------- | ------------------ | ---------------- | -------------------- |
| Чоловіки | 107     | 20                 | 75               | 12                   |
| Жінки    | 120     | 24                 | 70               | 26                   |
| Разом    | 227     | 44                 | 145              | 38                   |